# Harry Sukman
Harry Sukman est un compositeur américain né le 2 décembre 1912 à Chicago, Illinois (États-Unis), décédé le 2 décembre 1984 à Palm Springs (Californie).

## Filmographie
- 1954 : Riders to the Stars (en) de Richard Carlson
- 1954 : Gog
- 1955 : Battle Taxi
- 1955 : A Bullet for Joey
- 1955 : The Phenix City Story
- 1956 : Screaming Eagles
- 1957 : Quarante tueurs (Forty Guns)
- 1957 : Fury at Showdown (en)
- 1957 : Short Cut to Hell
- 1957 : Sabu and the Magic Ring (en)
- 1958 : Underwater Warrior (en)
- 1958 : Outcasts of the City
- 1959 : Le Bourreau du Nevada (The Hangman)
- 1959 : Ordres secrets aux espions nazis (Verboten!)
- 1959 : Bonanza (série TV)
- 1959 : The Crimson Kimono
- 1960 : Le Bal des adieux (Song Without End)
- 1961 : Les Bas-fonds new-yorkais (Underworld U.S.A.)
- 1961 : Tonnerre apache (A Thunder of Drums)
- 1961 : Le Jeune Docteur Kildare (Dr. Kildare) (série TV)
- 1962 : Madison Avenue (en)
- 1962 : The Eleventh Hour (en) (série TV)
- 1964 : Le Californien (Guns of Diablo) (TV)
- 1964 : Daniel Boone (série télévisée, 1964) (série TV)
- 1966 : Dominique (The Singing Nun)
- 1966 : Le Tour du monde sous les mers (Around the World Under the Sea)
- 1966 : Les Monroe (The Monroes) (série TV)
- 1967 : Frontière en flammes (Welcome to Hard Times)
- 1967 : Chantage au meurtre (The Naked Runner)
- 1968 : La Marine en folie (The Private Navy of Sgt. O'Farrell)
- 1968 : Ramenez-le mort ou vif! (If He Hollers, Let Him Go!)
- 1969 : Tiger, Tiger (TV)
- 1973 : Mister Kingstreet's War
- 1973 : Genesis II (TV)
- 1974 : The Cowboys (série TV)
- 1974 : The Family Kovack (TV)
- 1974 : Planète Terre (TV)
- 1975 : Beyond the Bermuda Triangle (TV)
- 1978 : Meurtre au 43e étage (Someone's Watching Me!) (TV)
- 1979 : Les Vampires de Salem (Salem's Lot) (TV)